# Rüdiger Pipkorn
Rüdiger Pipkorn (ur. 19 listopada 1909 w Gerze, zm. 1945) – pułkownik Wehrmachtu (Oberst), a tymczasowo pułkownik Waffen-SS (Standartenführer) podczas II wojny światowej. Zginął podczas bitwy pod Halbe. Pod koniec wojny był dowódcą 35 Dywizji Grenadierów Policji SS.

## Życiorys
Był żołnierzem niemieckiej piechoty (Heer). W 1943 w stopniu podpułkownika przeniósł się do Waffen-SS. Nie był członkiem NSDAP. Do Waffen-SS został przeniesiony tymczasowo (nie otrzymał numeru SS). W czerwcu 1944 otrzymał złoty Krzyż Niemiecki za dokonania w Normandii jako szef sztabu II Korpusu Pancernego SS. Wiosną 1945 dostał dowództwo nad 35 Dywizją Grenadierów Policji SS, która stacjonowała przy Nysie Łużyckiej koło Guben, na południowy wschód od Berlina. Jego dywizja walczyła w operacji berlińskiej, która rozpoczęła się 16 kwietnia. 35 Dywizja została okrążona pod Halbe. Podczas okrążenia został dowódcą Kampfgruppe Pipkorn (składającej się z resztek 35 Dywizji Grenadierów Policji SS i z czołgów 10 Dywizji Pancernej SS), jednej z dwóch grup uderzeniowych podczas pierwszej próby wyjścia z okrążenia. Walczył o Baruth, gdzie zginął 25 kwietnia 1945 na przedmieściach Baruth (czołg, w którym jechał został trafiony przez czołg radziecki).